# Liste des lacs en Éthiopie
 (août 2024).
- Si vous ne connaissez pas le sujet, laissez ce bandeau (vous pouvez alors contacter les auteurs).
- Si vous supprimez le contenu mis en cause (vous pouvez préalablement contacter les auteurs),

argumentez précisément cette suppression dans la page de discussion
(un manque de référence n'est pas un argument ; une recherche réelle de référence doit avoir été effectuée, être formellement documentée).
La Liste des lacs d'Éthiopie donne une liste non exhaustive des lacs situés totalement ou partiellement en Éthiopie.

## Lacs notoires et catégories de lacs présents dans le pays
Le lac Tana est le plus grand lac d'Éthiopie (superficie de 3 500 km2). Sa profondeur de 15 m en moyenne est modérée et ses eaux sont riches en nutriments.
La majorité des autres lacs sont en forme de chapelet le long de la vallée du Rift. La plupart sont des lacs sodés et donc salins; propres à la vallée du Rift.

## Liste des lacs
| Nom                     | Région                                                    | Types                     | GPS                          | Superficie (km2) | Altitude (mètres) | Image |
| ----------------------- | --------------------------------------------------------- | ------------------------- | ---------------------------- | ---------------- | ----------------- | ----- |
| Lac Abaya               | Région des nations, nationalités et peuples du Sud        | Lac naturel d'eau douce   | 6° 25′ 47″ N, 37° 52′ 23″ E  | 1 161            |                   |       |
| Lac Abijatta            | Oromia                                                    | Lac naturel d'eau douce   | 7° 37′ 03″ N, 38° 35′ 45″ E  | 205              |                   |       |
| Lac Alemaya             | Oromia                                                    | Lac naturel d'eau douce   | 9° 24′ 15″ N, 42° 00′ 26″ E  | 4.72             |                   |       |
| Lac Awasa               | Région des nations, nationalités et peuples du Sud        | Lac naturel d'eau douce   | 7° 03′ 50″ N, 38° 26′ 06″ E  | 129              |                   |       |
| Lac Babogaya            | Oromia                                                    | Lac naturel d'eau douce   | 8° 47′ 12″ N, 38° 59′ 37″ E  |                  |                   |       |
| Lac Beseka              | Oromia                                                    | Lac naturel d'eau douce   | 8° 53′ 14″ N, 39° 52′ 54″ E  | 42.6             |                   |       |
| Lac Bishoftu            | Oromia                                                    | Lac naturel d'eau douce   | 8° 44′ 27″ N, 38° 59′ 00″ E  | 1                |                   |       |
| Lac Chamo               | Région des nations, nationalités et peuples du Sud        | Lac naturel d'eau douce   | 5° 50′ 00″ N, 37° 33′ 00″ E  | 317              |                   |       |
| Lac Chekeleka           |                                                           | Lac naturel d'eau douce   | 8° 45′ 46″ N, 38° 58′ 08″ E  |                  |                   |       |
| Lac Chew Bahir          | Région des nations, nationalités et peuples du Sud Oromia | Lac naturel d'eau douce   | 4° 55′ 30″ N, 36° 46′ 25″ E  | 800              |                   |       |
| Lac de cratère d'El Sod | Oromia                                                    | lac de cratère volcanique | 4° 12′ 28″ N, 38° 23′ 45″ E  | 0.06             |                   |       |
| Gaet'ale                | Afar                                                      | Lac salé                  | 14° 12′ 47″ N, 40° 19′ 17″ E | 0.003            |                   |       |
| Lac Haïk                | Amhara                                                    | Lac naturel d'eau douce   | 11° 20′ 52″ N, 39° 42′ 14″ E | 23               |                   |       |
| Lac Hora                | Oromia                                                    | Lac naturel d'eau douce   | 8° 45′ 44″ N, 38° 59′ 29″ E  | 1.2              |                   |       |
| Lac Langano             | Oromia                                                    | Lac naturel d'eau douce   | 7° 36′ 22″ N, 38° 44′ 12″ E  | 230              |                   |       |
| Lac Shala               | Oromia                                                    | Lac naturel d'eau douce   | 7° 28′ 25″ N, 38° 31′ 48″ E  | 410              |                   |       |
| Lac Tana                | Amhara                                                    | Lac naturel d'eau douce   | 11° 59′ 21″ N, 37° 19′ 57″ E | 2 200 à 3 500    |                   |       |
| Lac Turkana             | Région des nations, nationalités et peuples du Sud        | Lac naturel d'eau douce   | 4° 28′ 51″ N, 36° 06′ 45″ E  | 6 400            |                   |       |
| Lac Zengena             | Amhara                                                    | Lac naturel d'eau douce   | 10° 54′ 51″ N, 36° 58′ 03″ E | 0.5              |                   |       |
| Lac Koka                | Oromia                                                    | Lac de Barrage            | 8° 26′ 00″ N, 39° 02′ 00″ E  | 205              |                   |       |
| Lac Ziway               | Région des nations, nationalités et peuples du Sud Oromia | Lac de Barrage            | 8° 00′ 28″ N, 38° 49′ 44″ E  | 440              |                   |       |
| Lac Abbe                | Afar                                                      | Lac salé                  | 11° 22′ 17″ N, 41° 35′ 40″ E | 320              |                   |       |
| Lac Afrera              | Afar                                                      | Lac salé                  | 13° 15′ 52″ N, 40° 53′ 59″ E | 100              |                   |       |
| Lac Afambo              |                                                           | Lac salé                  | 11° 25′ 26″ N, 41° 40′ 36″ E |                  |                   |       |
| Lac Bario               |                                                           | Lac salé                  | 11° 22′ 17″ N, 41° 35′ 35″ E |                  |                   |       |
| Lac Gargori             |                                                           | Lac salé                  | 11° 41′ 24″ N, 41° 32′ 09″ E |                  |                   |       |
| Lac Gummare             |                                                           | Lac salé                  | 11° 31′ 55″ N, 41° 39′ 58″ E |                  |                   |       |
| Lac Karoum              | Afar                                                      | Lac salé                  | 14° 01′ 12″ N, 40° 23′ 42″ E | 64               |                   |       |
| Lac Laitali             |                                                           | Lac salé                  |                              |                  |                   |       |